# Nacionalismo galés

Reinos medievales de Gales

El nacionalismo galés es un movimiento que se hizo popular en el siglo XIX y a lo largo del siglo XX. Generalmente quiere la independencia de Gales dentro del Reino Unido (que Gales sea un estado libre asociado al Reino Unido con la posibilidad de la independencia total) o fuera de él como un estado independiente y soberano con autogobierno.

## Historia
Su historia comienza antes de la conquista anglonormanda, el país de Gales estaba dividido en varios reinos. De cuando en cuando, reyes como Hywel Dda y Rhodri el Grande conseguían unificar algunos de estos reinos, pero sus tierras quedaban divididas de nuevo cuando morían aquellos reyes de ese tiempo. En 1282, solo Gwynedd destacó, el cual le fue concedido el título de príncipe de Gales. 
Tras la derrota de Llywelyn el Último Rey por Eduardo I de Gales perdió su último reino independiente y quedó sometido a la Corona inglesa, directamente o indirectamente. Sin embargo, Gales conservó algunos vestigios de distinción de su vecino, como la lengua galesa, la cultura, la ley y la aduana. Hasta la victoria de Enrique VII en Bosworth en 1485, los galeses se rebelaron en bastantes ocasiones contra la Corona inglesa en una tentativa de ganar su independencia. La mayor rebelión fue la del noble galés Owain Glyndwr, que ganó el apoyo popular en 1400, y derrotó una fuerza inglesa en Plynlimon en 1401. Fue proclamado príncipe de Gales, y buscó la ayuda de los franceses, pero en 1409 sus fuerzas fueron derrotadas y dispersadas ante los continuos ataques del rey Enrique IV de Inglaterra y a consecuencia de esto, medidas más represivas fueron impuestas al pueblo galés. Glyndwr desapareció, y el lugar donde reposa su tumba hoy día es aún un misterio.

## Anexión a la Corona Inglesa
A lo largo del período de conquista los poetas galeses mantuvieron vivos el sueño de independencia. Esto era conocido como "canu brud"(poesía profética), trataba sobre la idea de un "mesias" conocido como Y Mab Darogan (el Hijo de Destino), quien no solo quitaría el yugo inglés, sino que reconquistaría toda Gran Bretaña para los restantes pueblos británicos. Durante el reinado de Enrique VIII los derechos del país de Gales fueron devueltos, y formalmente integrado en el sistema inglés legal. Las medidas represivas contra el pueblo galés que existía desde la rebelión de Owain Glyndwr más de un siglo antes fueron eliminadas. Esto también dio la representación política en el Parlamento de Westminster para el país de Gales.
Gales sigue compartiendo una identidad legal con Inglaterra en gran medida como la entidad conjunta conocida simplemente como Inglaterra hasta 1967 e Inglaterra y país de Gales desde entonces. Las leyes también determinaron la división de país de Gales en los condados que comenzó en 1282 y la administración local establecida sobre el modelo inglés. Las leyes también tenían el efecto de convertir el inglés en la lengua a utilizar en todos los organismos oficiales. Esto excluía a la mayor parte de los galeses de cualquier oficina a no ser que ellos adoptaran el inglés de alguna manera u otra. El patriotismo, o una forma no politizada de nacionalismo, dejaron una huella fuerte en país de Gales con el orgullo de su lengua, aduana e historia común entre todos los niveles de sociedad.

## La influencia de nacionalismo europeo
Dos figuras del siglo XIX son asociadas con los principios de nacionalismo galés en el sentido específico político, Michael D. Jones (1822-1898) y Emrys ap Iwan (1848-1906). Inspirados por las Revoluciones de 1848 y el crecimiento del nacionalismo irlandés ellos vieron que el país de Gales era diferente de Inglaterra teniendo su propia lengua que la mayoría de sus residentes habla y en una forma diferente de la religión cristiana que afrontó muchos problemas ante la Iglesia estatal. Gradualmente ellos comenzaron a preguntar: ¿cuál era la diferencia entre naciones como Irlanda y Hungría, y país de Gales, luchando para ser libre?
Hay también alguna influencia del nacionalismo escocés.

## Siglo XX
El nacionalismo aumentó en el siglo XX en el país de Gales, pero no tanto como en otras partes de Europa, o Irlanda. En varias ocasiones tanto el Partido Laborista como el Partido liberal pidieron la autonomía galesa, o la independencia. Ocurrió con el nacimiento de "Plaid Cymru" (partido nacionalista de Gales) en 1925, sin embargo aquel intento de independencia galesa del Reino Unido fue abogada.
La elección de un gobierno laborista en 1997 incluyó un compromiso de sostener un referéndum al establecimiento de una Asamblea galesa. El referéndum fue ganado por poca diferencia, con el Plaid Cymru, los Demócratas Liberales y la mayor parte de sociedad galesa cívica que apoya las propuestas del gobierno laborista.

## Otros movimientos/partidos nacionalistas
- Cymru Goch (País de Gales Rojo), " Socialistas galeses ". Cymru Goch fue el movimiento como corrientemente fue popularmente conocido. el movimiento, fue fundado en 1987 para luchar por una libre y socialista Gales. Esto publicó la revista mensual Y Faner Goch (La Bandera Roja). 
- Cymru Annibynnol (País de Gales independiente). Un partido político fundado en 2000 por algunos antiguos miembros de Plaid Cymru bajo el mando de John Humphries, un antiguo periodista y redactor del Correo Occidental. El partido luchó las elecciones de Asamblea nacional 2003 presentando a candidatos para las sedes regionales. Un poco después de la elección se disolvieron. La razón principal de su existencia era la insatisfacción con la que llevaba Plaid Cymru el compromiso de llevar a gales a la independencia.
- Cymdeithas año Iaith Gymraeg (la Sociedad de Lengua galesa). Establecido en 1962 por los miembros de Plaid Cymru, es un grupo que hace una campaña a favor de derechos de lengua galeses. Esto usa la acción no violenta pero directa en su campaña, y se ve a sí misma como la parte del movimiento de resistencia global.
- Cymuned (= Comunidad). Un grupo que hace una campaña a favor de derechos de lengua galeses establecidos en 2001, esto principalmente concentra sus esfuerzos en las partes occidentales de país de Gales donde el galés es la lengua de comunidad principal. También se ve como parte de movimientos globales en pro de los derechos de pueblos indígenas.
- Cymdeithas Cyfamod y Cymry Rhydd (Sociedad por Gales Libre)
Fundado en 1987, fundado a raíz de la insatisfacción producida por la forma de intentar conseguir el partido de Plaid Cymru el compromiso de llevar a gales a la independencia. Este partido produjo publicidad a favor de un pasaporte galés.
- Mudiad Rhyddhad Cymru (Movimiento de Liberación del País)
Partido formado por los representantes de otros partidos menores:
Balchder Cymru, Cymru 1400, Medi 16, y RDM. Llegaron al acuerdo de que estas organizaciones deberían unirse en un único movimiento para ganar más fuerza en su camino por un país de Gales libre. El movimiento fue denominado Mudiad Rhyddhad Cymru' (MRC)
Sus objetivos son:
a) Campaña por la independencia bajo un país de Gales republicano
b) Defender la cultura y lengua del país